# Hyptec

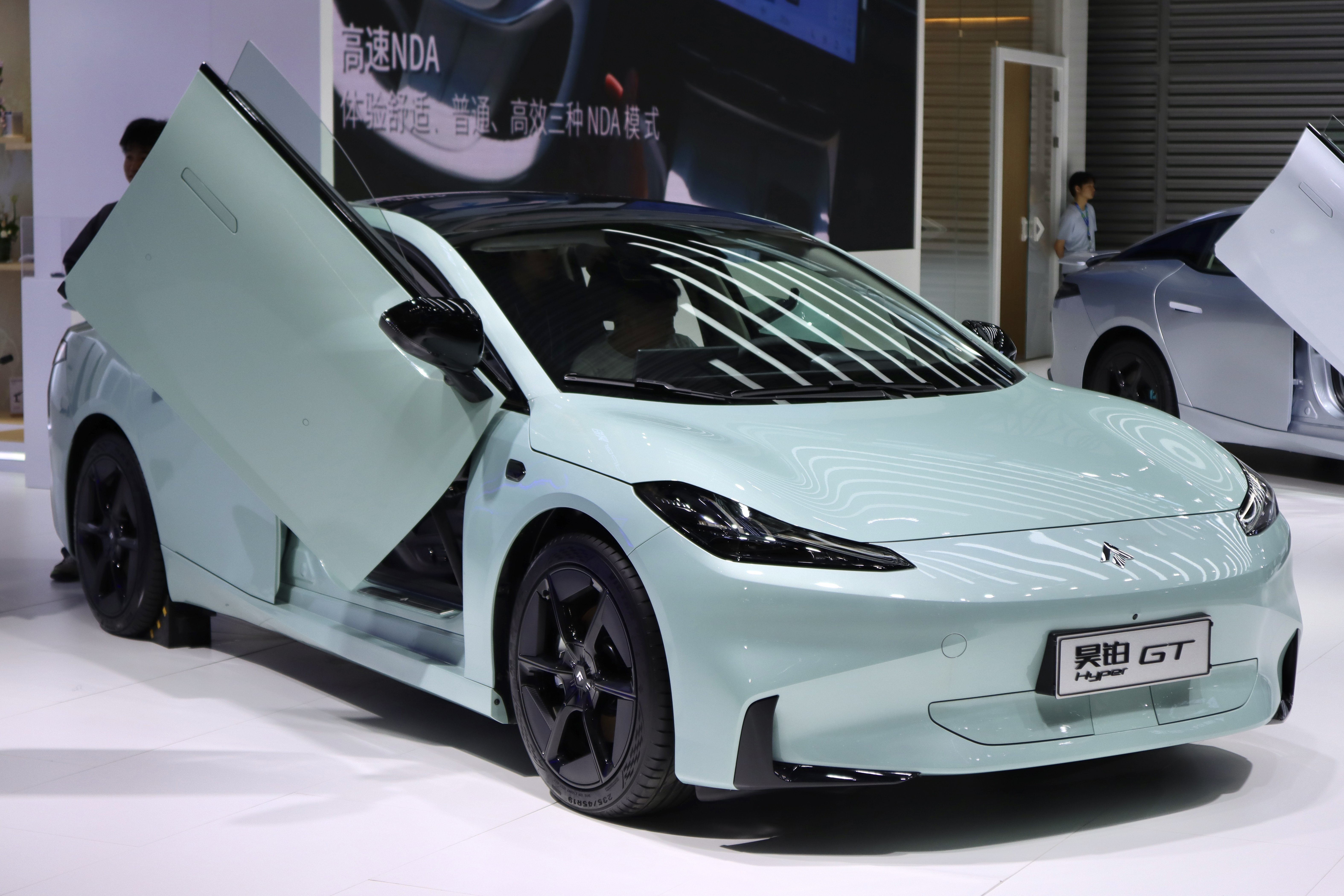
Hyptec GT

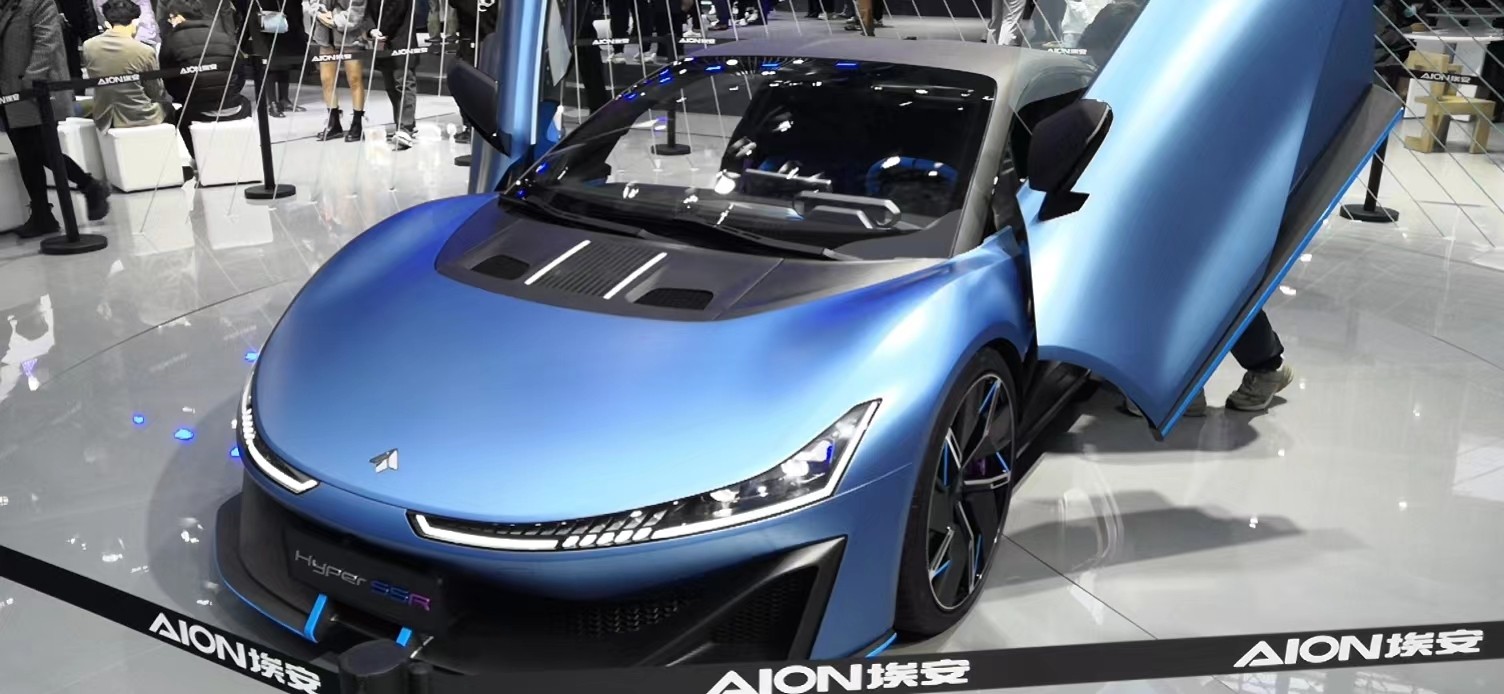
Hyptec SSR

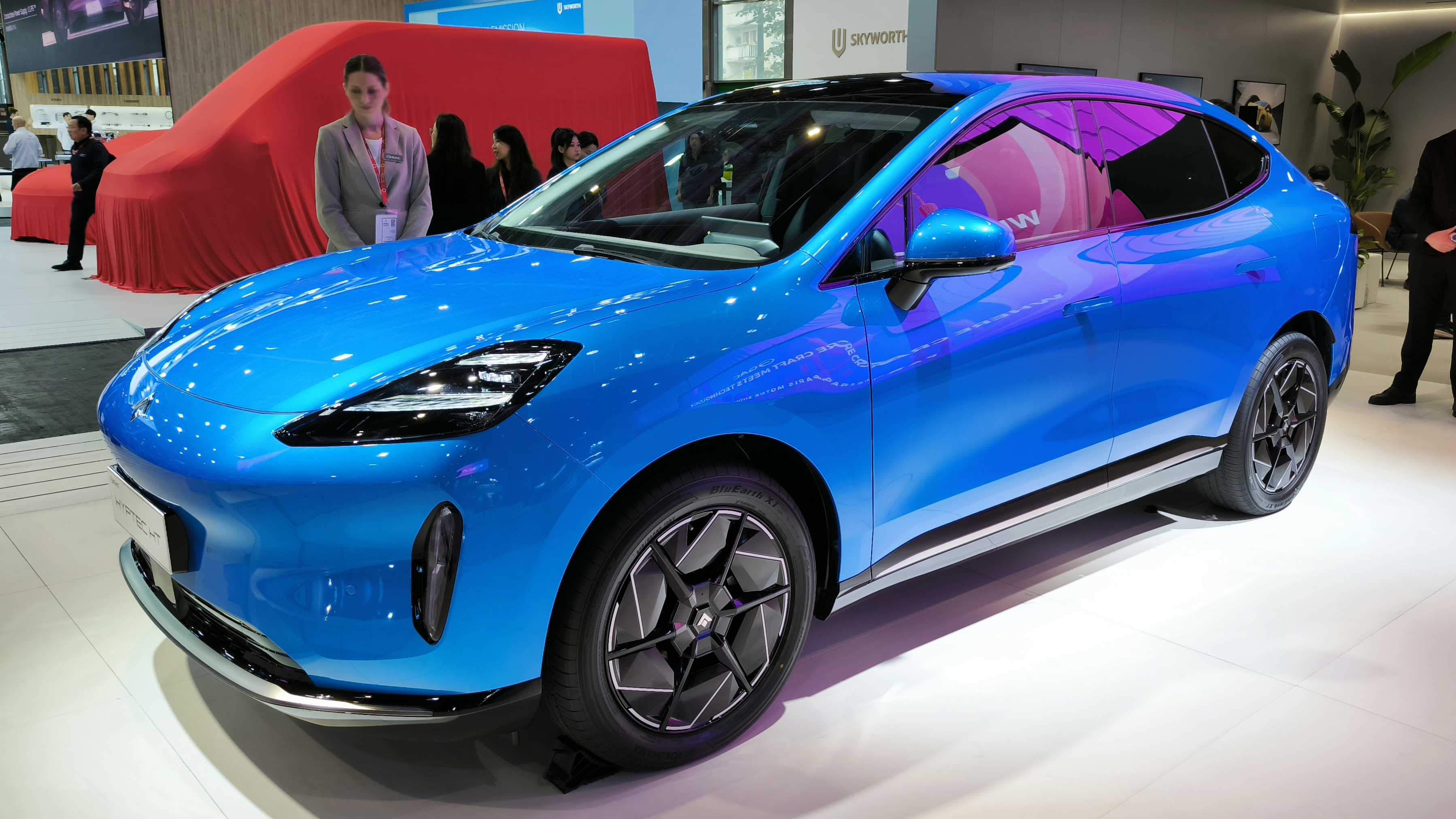
Hyptec HT

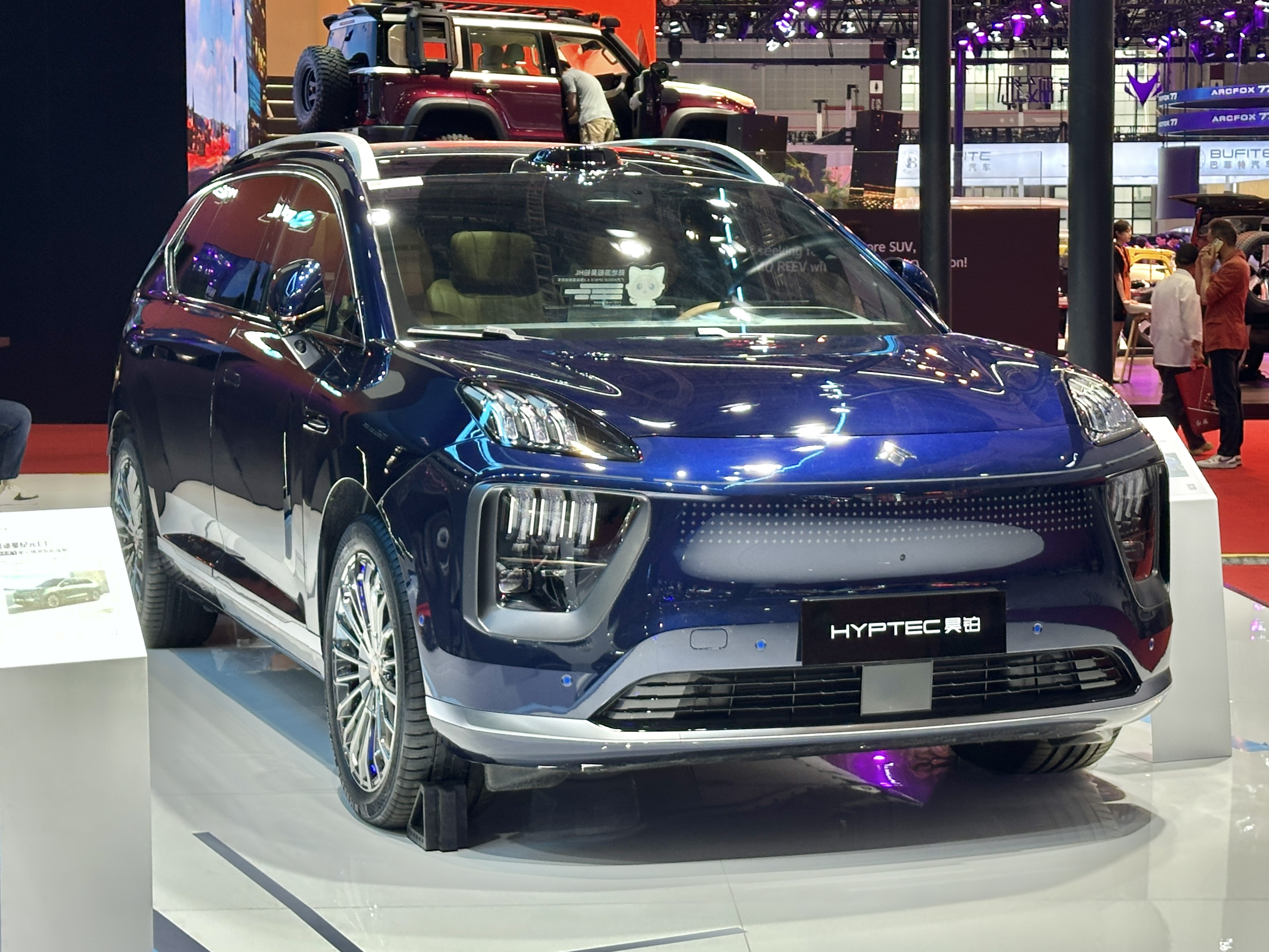
Hyptec HL

Hyptec (chiń. upr. 昊铂) – chiński producent elektrycznych samochodów osobowych, z siedzibą w Kantonie, działający od 2022 roku. Należy do GAC Aion, filii chińskiego koncernu GAC Group.

## Historia
We wrześniu 2022 roku koncern GAC Group, właściciel filii GAC Aion skoncentrowanej na produkcji przystępnych cenowo samochodów elektrycznych, przedstawił nowe oznaczenia firmowe oraz plany rozbudowania swojego portfolio o jeszcze jedną, tym razem w pełni wyodrębnioną markę o ówczesnej nazwie Hyper. Powstała ona z myślą o zagospodarowaniu niszy droższych, bardziej zaawansowanych technicznie i bardziej luksusowych samochodów elektrycznych, poczynając od pierwszego produktu w postaci hipersamochodu Hyper SSR. Produkcja rozpoczęła się rok później, w październiku 2023.
W 2023 roku przystąpiono do dalszej rozbudowy gamy modelowej Hyper. Drugim pojazdem w portfolio został duży, wyższej klasy sedan Hyper GT, który po pierwszych zdjęciach przedstawionych jeszcze w grudniu 2022, trafił do sprzedaży w lipcu 2023 roku. W październiku tego samego roku swój debiut miał kolejny, trzeci model, w postaci średnich rozmiarów SUV-a Coupe Hyper HT, który trafił do sprzedaży na rodzimym rynku już miesiąc później, w listopadzie 2023. W sierpniu dokonano korekty nazwy z Hyper na Hyptec.

## Modele samochodów

### Obecnie produkowane

#### Samochody osobowe
- GT

#### SUV-y i Crossovery
- HT

- HL

#### Hipersamochody
- SSR